# Frédérique Ozanne-Cederlund
Frédérique Ozanne-Cederlund, dite Frida, née en 23 septembre 1880 au Havre et morte en 28 juillet 1966 à Antibes, est une sculptrice française.

## Biographie
Frédérique Ozanne est la fille de Jean Alexandre Émile Ozanne et d'Adolphine Louise Offilie Gérald.
Élève de Pierre-Félix Fix-Masseau et de Charles Valton, elle expose au Salon à partir de 1903.
En 1908, elle épouse l'artiste peintre Gustave Cederlund (sv). 
Elle obtient en 1925 le prix de sculpture du Salon de l'Union des femmes peintres et sculpteurs et en 1929 une médaille de bronze au Salon.
Elle meurt à l'âge de 85 ans à Antibes.